# Kyselina karbamová
Kyselina karbamová je organická sloučenina (karboxylová kyselina), za běžných podmínek nestálá. Technicky jde o nejjednodušší aminokyselinu vzorce H2NCOOH. Důležitost kyseliny karbamové spočívá více ve využití pro názvy složitějších sloučenin. Ethyl-karbamát a podobně ethyl-N-substituované i ethyl-N,N-disubstituované karbamáty byly dříve označovány jako urethany.
Skupina odvozená od karbamové kyseliny se nazývá karbamoyl H2NCO-
Karbamoyltranferázy jsou enzymy (transferázy) klasifikované číslem EC 2.1.3.
Karbamové kyseliny jsou meziprodukty rozkladu karbamátových chránicích skupin; hydrolýzou esterových vazeb karbamátů vzniká nejprve kyselina karbamová, která se již v neutrálním prostředí rozkládá za vývinu oxidu uhličitého na amoniak. Podobně i substituované karbamové kyseliny R1R2NCOOH se rozkládají na příslušné aminy R1R2NH.
Kyselina karbamová je důležitou molekulou v živých systémech, kde vzniká zřejmě enzymaticky z močoviny.

## Karbamáty
Karbamáty jsou estery kyseliny karbamové. Nejjednodušším z nich je methylester (methyl-karbamát).
Některé estery se používají jako myorelaxancia, jiné jako insekticidy (např. aldikarb).